# George Daniel Costache
George Daniel Costache (n. 27 decembrie 1963) este un fost deputat român în legislatura 1992-1996, ales în municipiul București pe listele partidului PDSR. Daniel George Costache a fost validat ca deputat pe data de 27 iunie 1995 și a înlocuit pe deputata Florica Ionea.
Decedat:06.05.2016